# Кеджимкуджик (национальный парк)
Кеджимкуджик (англ. Kejimkujik National Park) — национальный парк на территории провинции Новая Шотландия, Канада. Основан в 1968 году.
Здесь, на территории со множеством рек и озёр обитают тюлени, черепахи, лоси, дикобразы, койоты, бобры, куницы, олени, а также около 250 видов птиц.
Парк назван по наименованию озера, расположенного на его территории.

## Галерея фотографий национального парка Кеджимкуджик

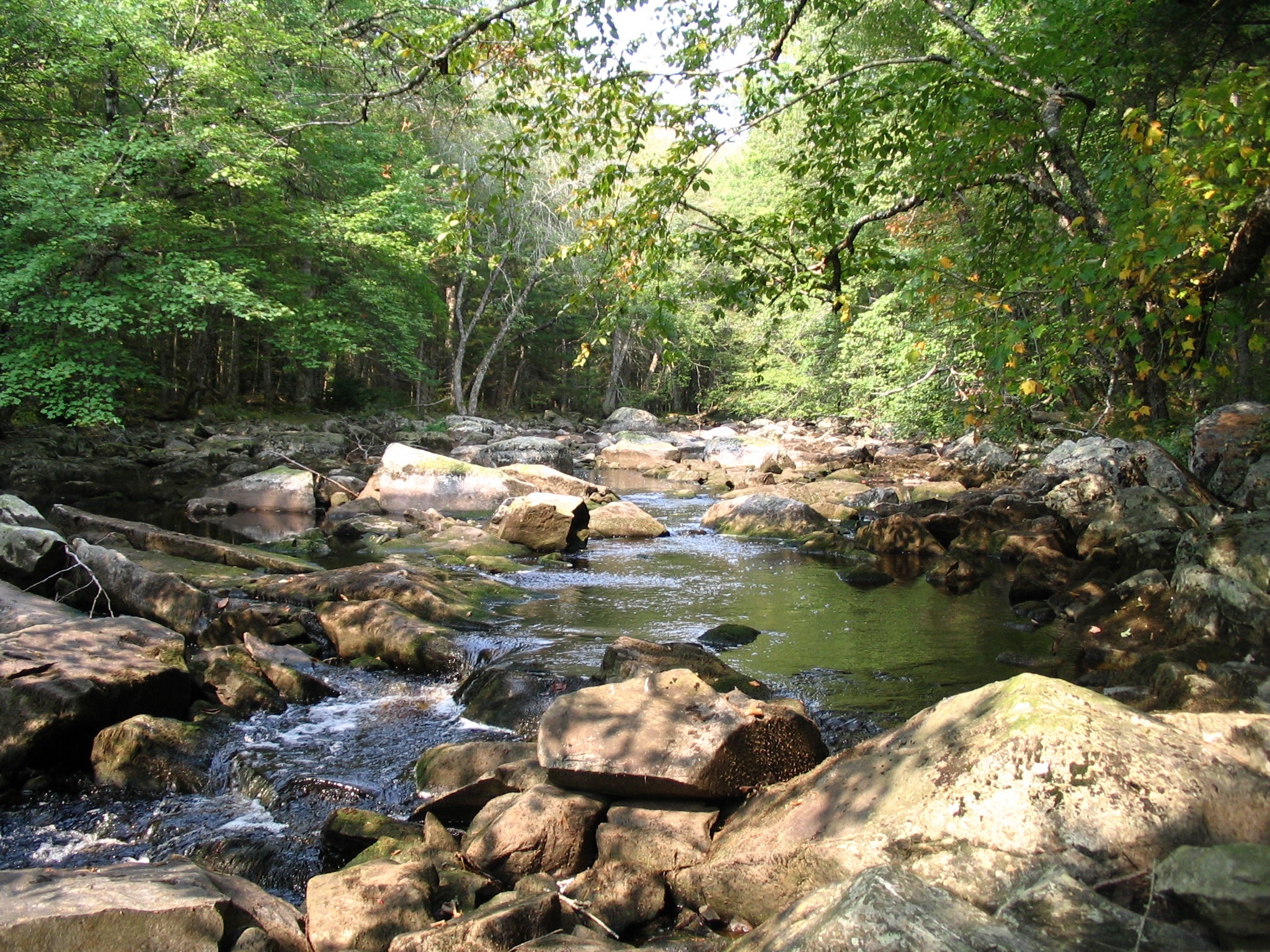
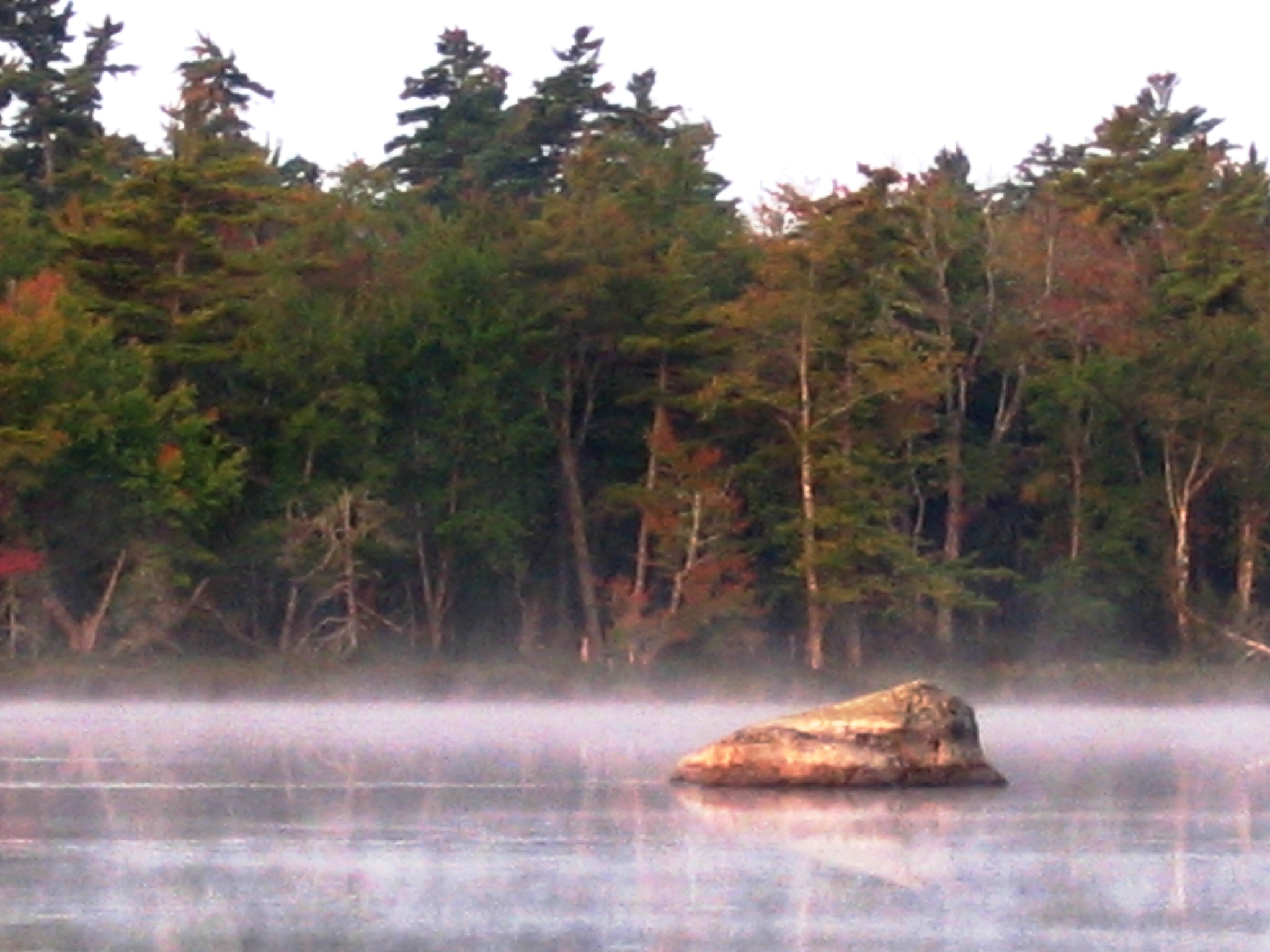
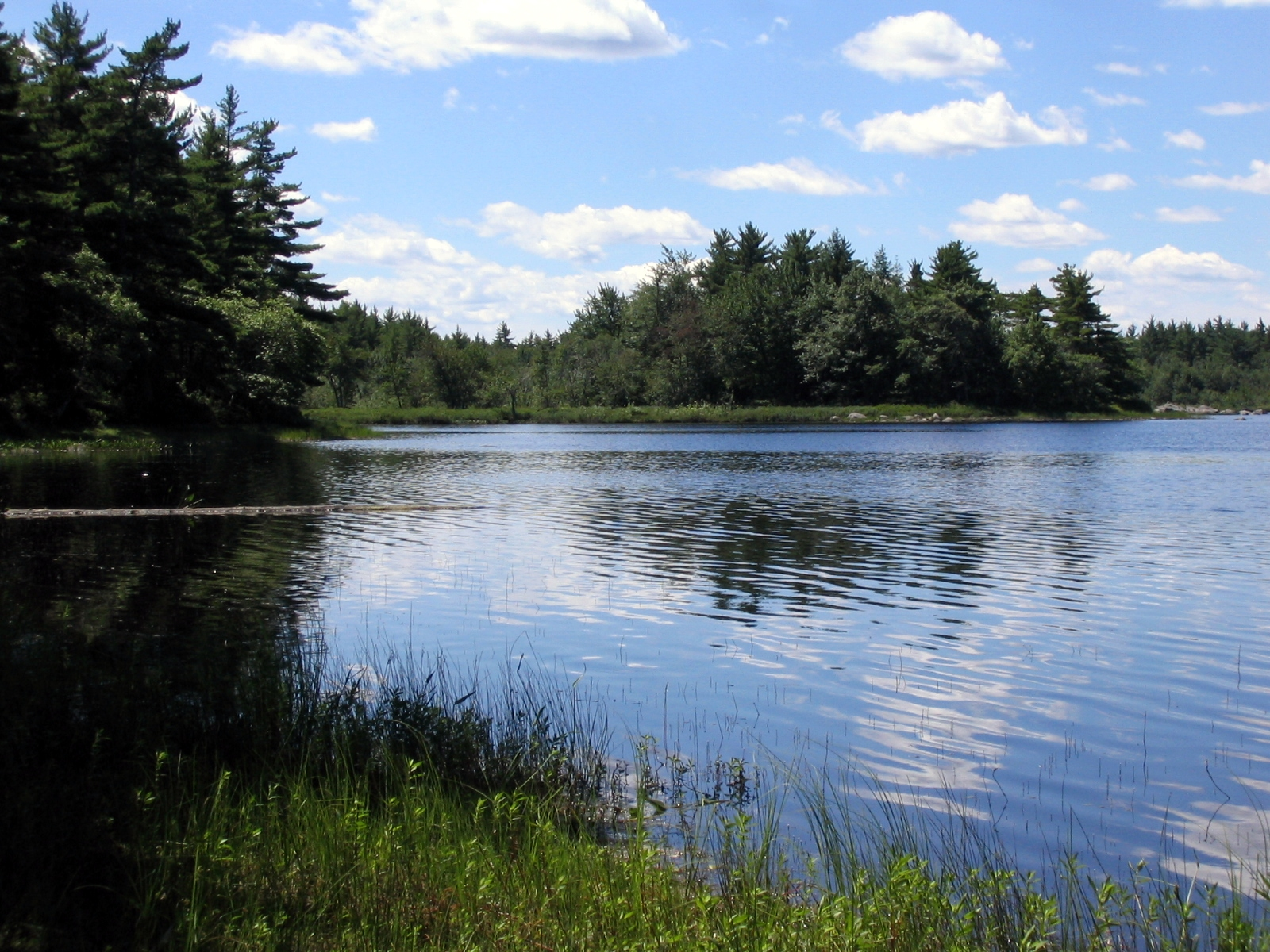
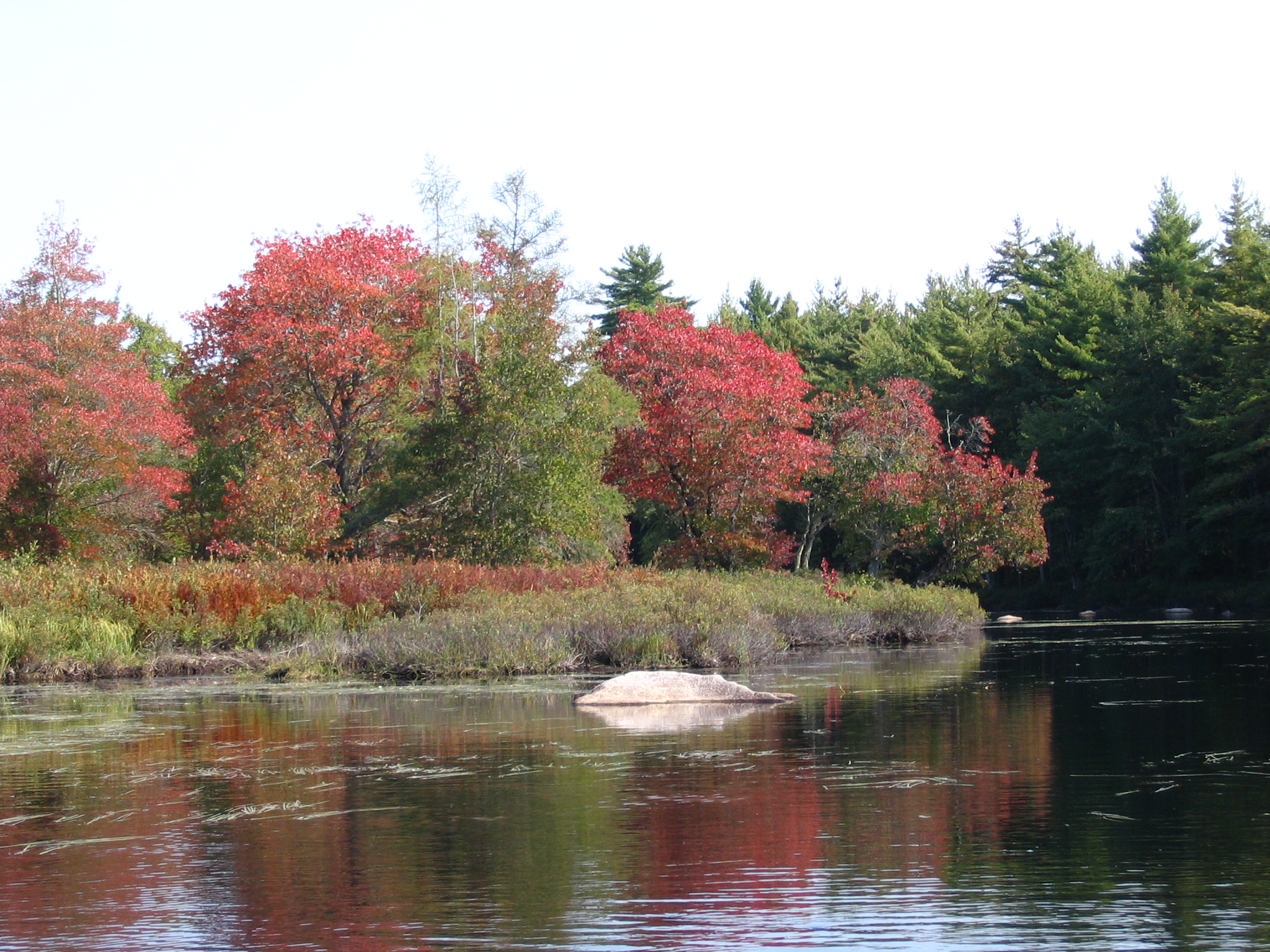
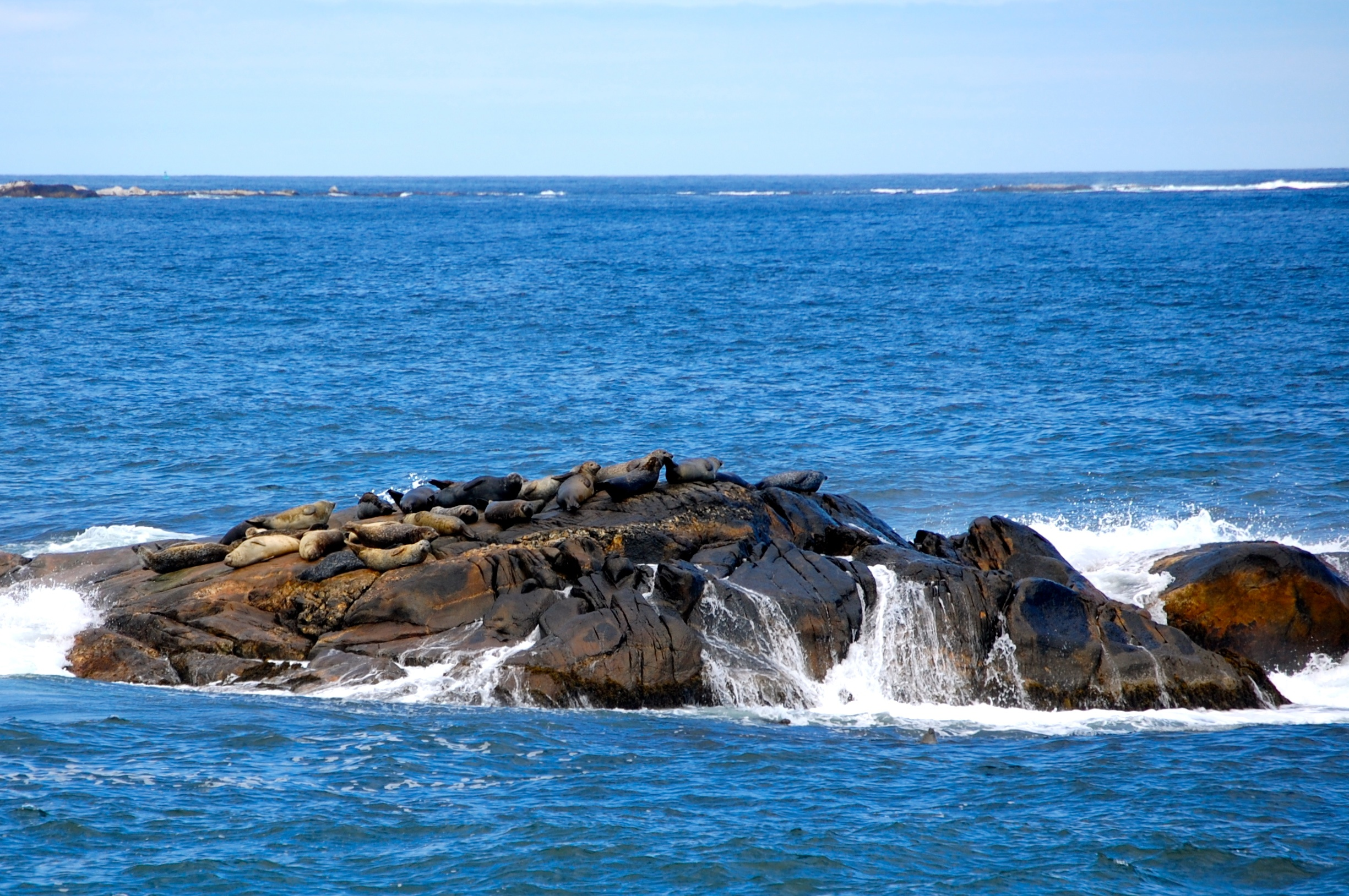